# Kabel Eins
Kabel Eins ist ein deutscher privater Fernsehsender der ProSiebenSat.1 Media SE. Das Vollprogramm hatte seinen Sendestart am 29. Februar 1992 und hieß anfangs Der Kabelkanal, später Kabel 1 und bis 2015 kabel eins.

## Programm
Das Programm von Kabel Eins bietet neben vielen US-Serien auch eigenproduzierte Factual-Programme wie „Abenteuer Leben“, „Ab ins Kloster“, „Achtung Abzocke“, „Deutschlands größte Geheimnisse“, „Mein Lokal, Dein Lokal“, „Rosins Restaurants“, „Trucker Babes“, „Willkommen bei den Reimanns“. Kabel Eins zeigt außerdem tägliche Nachrichten, Reportage-Magazine und Dokumentationssendungen. Ein weiterer Fokus des Senders liegt auf Spielfilmen. Unter dem Label „Die besten Filme aller Zeiten“ gibt es Klassiker mit Bud Spencer und Terence Hill, die „Rocky“-Filmreihe, „Crocodile Dundee“, „Der Prinz aus Zamunda“, „Forrest Gump“, „Indiana Jones“, „Das Schweigen der Lämmer“, „Top Gun“, „16 Blocks“, „Matrix (1-3)“ oder „Stirb langsam (1-5)“.
Das TV-Programm von Kabel Eins folgt thematisch dieser Wochenplanung:
- Montag: Actionfilme
- Dienstag: Spielfilme
- Mittwoch: Filmklassiker
- Donnerstag: Factual Entertainment oder Magazin
- Freitag: US-Krimiserien
- Samstag: US-Krimiserien
- Sonntag: Factual Entertainment oder Magazin

Das Programm von kabeleins.de ist seit dem 12. Mai 2009 auch im Internet verfügbar. Alle Sendungen sind als Livestream, in der Kabel Eins Mediathek und auf Joyn (teilweise schon sieben Tage vor der TV-Ausstrahlung) kostenfrei abrufbar.

## Geschichte
Ab Anfang Februar 1992 wurde ein Non-Stop-Trailer ausgestrahlt, der auf die kommenden Programme des Senders hinwies. Das waren unter anderem General Hospital, Ein Duke kommt selten allein oder Happy Days.
Am 29. Februar 1992 um 10:15 Uhr ging der Kabelkanal als ein Unterhaltungs-Spartenprogramm auf Sendung. Die erste Sendung war der britische Spielfilm Ein neuer Geist auf Schloss Rathbarney (Happy ever after, 1954) mit David Niven.
Der Werbeslogan des Senders war „Gute Unterhaltung im Kabelkanal“; beim dazugehörigen Clip wurde ein von Explosionen und Gewalt im Fernsehen gestörter Zuschauer gezeigt, der dann den Kabelkanal mit seinem „sauberen“ Programm entdeckt und sich entspannt. Tatsächlich bestand das Programm des Kabelkanals anfangs in erster Linie aus älteren Filmen. Der Sender wollte sich so von dem reißerischen Programm anderer Privatsender abgrenzen. Der Kabelkanal konnte zu diesem Zeitpunkt exklusiv über die Kabelanschlüsse der Deutschen Bundespost (1995–1999: Deutsche Telekom) empfangen werden.
Zum Sendestart wurde der Kabelkanal darüber hinaus zunächst zweifach über den Satelliten Eutelsat auf der Position 13° Ost verbreitet: analog und unverschlüsselt in PAL sowie im Sendeformat D2-MAC. Die analoge Verbreitung wurde bereits ab August 1992 wieder schrittweise eingestellt, indem zunächst partiell, später dauerhaft, die Tonspur des Programms durch eine Hinweisschleife ersetzt wurde, laut dieser das Programm nur noch in D2-MAC bzw. im Kabel empfangbar sei. Spätestens im September 1992 wurde dieser Transponder geräumt. Ab diesem Zeitpunkt war das Programm nur noch in D2-MAC über Satellit empfangbar und diente der Signalzuführung für die Kabelnetze. Die unverschlüsselte Verbreitung wurde im Laufe des Jahres 1993 beendet und mittels des Verschlüsselungsverfahrens EuroCrypt codiert. Ein Kuriosum aus dieser Zeit ist, dass ausschließlich der TV-Ton des Senders über die Orbitposition Kopernikus 23,5° Ost als Tonunterträger eines anderen Programms verbreitet wurde. Offenbar diente auch dieses Signal der Zuführung in die Kabelnetze. Mit dem Kabelkanal wollte die Deutsche Bundespost, die damals Alleineigner der großen Kabelnetze war, ihr Angebot gegenüber dem damals stark anwachsenden Satellitendirektempfang attraktiver machen. Der Kabelkanal war ein Joint Venture zwischen der Kirch-Gruppe und der Deutschen Bundespost, die meist alten Programmbestandteile (Filme, Serien) stammten aus dem Fernseharchiv des Filmhändlers Leo Kirch. Erst später war auch der unverschlüsselte Empfang über den Satelliten (Astra) möglich. ProSieben, damals ein Unternehmen der Kirch-Gruppe, war zu dieser Zeit mit 45 Prozent am Kabelkanal beteiligt. Weitere 45  Prozent hielt der Unternehmer Otto Beisheim über die TEFI AG. Die restlichen 10 Prozent besaß ProSieben-Geschäftsführer Georg Kofler.
Am 24. Dezember 1994 wurde aus dem Kabelkanal der Sender Kabel 1. In diesem Zusammenhang wurde auch die Codierung über Eutelsat II-F1 aufgehoben, so dass der Sender auch hier wieder unverschlüsselt in D2-MAC über Satellit empfangbar war. Seit dem 7. April 1995 ist Kabel 1 auf dem Satelliten Astra 1a aufgeschaltet, und ab diesem Zeitpunkt konnte man diesen europaweit unverschlüsselt empfangen. Die Verbreitung über Eutelsat wurde daraufhin eingestellt. Nach und nach wurde das Programm ausgebaut: Man sendete vom 14. Juli 1997 an mit der Lizenz eines Vollprogramms. Kabel 1 ist heute eine hundertprozentige Tochter der ProSiebenSat.1 Media SE.
Am 21. August 1997 musste das Kabel-1-Logo aufgrund einer Klage der ARD umgestaltet werden. Die ARD setzte sich vor Gericht mit der Auffassung durch, dass das Erscheinungsbild der im Kabelsymbol eingeschlossenen „1“ zu Verwechselungen mit dem Logo des öffentlich-rechtlichen Fernsehsenders Das Erste führen könne. Vorsichtshalber wurde die „1“ aus dem Logo entfernt; übrig blieb ein „Stummel“ direkt in der Mitte des Emblems. Nach langjährigem Rechtsstreit wurde im Oktober 1999 die Klage der ARD in allen Punkten endgültig abgewiesen und das Logo bekam seine „1“ zurück. Aus diesem Anlass wurde außerdem das On-Air-Design umfassend überarbeitet.
1999 erweiterte Kabel 1 sein Angebot um weitere Informationssendungen. So starteten damals die Abenteuer-Reihe mit den Magazinen Abenteuer Auto und Abenteuer Leben sowie das Magazin Challenge.
2001 wurde erneut das On-Air-Design verändert.
2004 wurde das Frühprogramm am Samstag und Sonntag um ein Kinderprogramm erweitert. Dort läuft seit dem 25. Dezember 2004 am Samstag der Cartoon-Network-Block. Am Sonntag liefen Trickfilme und im Anschluss die Disney Time. Die Disney Time wurde zum 30. Dezember 2012 ersatzlos aufgegeben.
Am 28. März 2005 wurde der Sendername in kabel eins abgeändert, Logo und Erscheinungsbild änderten sich erneut. Thilo Proff wurde am 1. Juli 2005 Programmchef des Senders. Nachdem dieser im Mai 2006 zu ProSieben wechselte, wurden Rolf Hellgardt und René Carl seine Nachfolger.
Am 1. Juni 2006 startete der Pay-TV-Ableger kabel eins classics. Am 11. Februar 2008 präsentierte der Sender einen neuen Slogan („echt kabel eins“) und ein neues Design, während kabel eins classics seine auf dem alten Logo basierende Gestaltung (vorerst) behielt.
Seit 31. Januar 2010 sendet Kabel Eins sein Programm auf dem Sender kabel eins HD über die Plattform Astra HD+ sowie Kabel Deutschland für Deutschland in HD und über HD Austria für Österreich.
Am 1. April 2010 übertrug kabel eins, zum ersten Mal in der Sendergeschichte, ein Fußballspiel live. Dabei handelte es sich um das Spiel VfL Wolfsburg gegen FC Fulham in der UEFA Europa League. Grund dafür war, dass das Europa-League-Spiel des Hamburger SV fast zeitgleich stattfand und auf Sat.1 übertragen werden sollte. Aus diesem Grund beschlossen die Verantwortlichen von ProSiebenSat.1 Media, dem Rechteinhaber für die Übertragung, Wolfsburg – Fulham auf kabel eins zu übertragen. Mittlerweile überträgt Kabel Eins zusammen mit Sat.1 regelmäßig die Europa League im Rahmen der Sportsendung Ran. Die Übertragung der Europa-League-Partie zwischen Schalke 04 und Twente Enschede am 15. März 2012 bescherte dem Sender mit 4,34 Millionen Zuschauern die höchste Einschaltquote der Sendergeschichte.
Am 17. Januar 2013 übernahm Katja Hofem-Best die Geschäftsführung von Karl König, der in die Geschäftsführung der ProSiebenSat.1 TV Deutschland wechselte.
Von Karfreitag bis Ostermontag 2014 und Weihnachten 2014 waren die HD-Sender der damaligen ProSiebenSat.1 Media AG unverschlüsselt empfangbar.
Am 31. August 2015 hat Kabel Eins einen erneuten Relaunch durchgeführt. Neben On-Air-Design und Website wurde auch das Logo überarbeitet. Es kommt nun kantiger und in einem knalligeren Orange daher. Zudem wurde eine Testimonial-Figur ins Programm eingeführt. Diese soll dem Zuschauer die Marke und den Sender näher bringen und zu ihm eine Bindung aufbauen. Als neue Schriftart wurde Nexa Italic gewählt und ersetzte die bisherige Schriftart Neo Sans.
Am 4. Mai 2016 gab ProSiebenSat.1 bekannt, dass der Sender kabel eins Doku im zweiten Halbjahr 2016 als Ableger von kabel eins gestartet werden soll. Thorsten Pütsch übernahm die Leitung des Senders. Der Sender konzentriert sich vollständig auf Dokumentationen und Reportagen und ist im frei empfangbaren Fernsehen (Free-TV) zu sehen.
Seit dem 23. Oktober 2017 konnte der Sender auch in HD bei Magine TV im Comfort-HD- oder Deluxe-HD-Paket, bis zu dessen Einstellung Ende Februar 2019, gestreamt werden.

### Senderlogos

Logo von Der Kabelkanal ab Sendestart 1992
Logo von Kabel 1 ab 24. Dezember 1994
Logo ab 1997 mit „Stummel“ nach einer Klage der ARD
Logo ab 1999 wieder in der alten Version
Logo von Kabel Eins ab 28. März 2005
Logo ab 11. Februar 2008
Logo ab 23. Juli 2011
Aktuelles Logo seit 31. August 2015

Logos mit HD-Hinweis

Ab 23. Juli 2011
Ab 31. August 2015

## Marktanteile in der werberelevanten Altersgruppe
Kabel Eins erzielte in den Jahren 1995 bis heute nachfolgende Marktanteile in der werberelevanten Altersgruppe von 14 bis 49 Jahren. Dabei verzeichnete der Sender im Jahr 2010 sein bislang bestes Sendejahr. Dies gelang durch die Ausstrahlung von Spielfilmen in der Primetime und vor allem von amerikanischen Sitcoms am Nachmittag.
| 1995  | 1996  | 1997  | 1998  | 1999  | 2000  | 2001  | 2002  | 2003  | 2004  | 2005  | 2006  | 2007  | 2008  | 2009  |
| ----- | ----- | ----- | ----- | ----- | ----- | ----- | ----- | ----- | ----- | ----- | ----- | ----- | ----- | ----- |
| 3,5 % | 4,1 % | 4,8 % | 4,7 % | 5,3 % | 5,4 % | 5,2 % | 5,0 % | 4,9 % | 5,2 % | 5,5 % | 5,4 % | 5,6 % | 5,5 % | 6,1 % |

| 2010  | 2011  | 2012  | 2013  | 2014  | 2015  | 2016  | 2017  | 2018  | 2019  | 2020  | 2021  | 2022  | 2023  | 2024  |
| ----- | ----- | ----- | ----- | ----- | ----- | ----- | ----- | ----- | ----- | ----- | ----- | ----- | ----- | ----- |
| 6,2 % | 6,1 % | 5,6 % | 5,6 % | 5,5 % | 5,3 % | 5,1 % | 4,8 % | 5,0 % | 5,2 % | 5,0 % | 4,2 % | 4,3 % | 4,5 % | 4,1 % |

## Geschäftsführer
- Donald P. T. McLoughlin (1992)
- Karlheinz Jungbeck (1992 bis 1996)
- Ludwig Bauer (1996 bis 1997)
- Nicolas Paalzow (1997 bis 2000)
- Andreas Bartl (2000 bis 2006)
- Guido Bolten (10. Januar 2006 bis 31. Dezember 2008)
- Jürgen Hörner (1. Januar 2009 bis 31. März 2011)
- Karl König (1. April 2011 bis 16. Januar 2013)
- Katja Hofem-Best (17. Januar 2013 bis 29. Februar 2016)
- Marc Rasmus (1. März 2016 bis 31. Oktober 2023)
- Felix von Mengden (seit 1. November 2023)

## Slogans
- ab 29. Februar 1992: „Gute Unterhaltung im Kabelkanal“
- ab 24. Dezember 1994: „Einfach besser drauf“
- ab 1996: „Muß ich sehen“
- ab 24. Dezember 1999: „Forever Kabel 1“
- ab 18. August 2001: „Kabel 1. Alles Gute.“
- ab 28. März 2005: „kabel eins. good times.“
- ab 11. Februar 2008: „echt kabel eins“
- ab 23. Juli 2011: „kabel eins, eins baby“
- ab 31. Oktober 2013: „So sieht’s aus“
- seit 14. Oktober 2021: „Hier seid ihr richtig“